# Neuraum
Der neuraum ist eine Großraumdiskothek in München, die unter dem Zentralen Omnibusbahnhof München (ZOB) an der Hackerbrücke liegt.

## Geschichte
Im Jahr 2009 wurde der neuraum eröffnet und ist seitdem mit insgesamt 1.200 m² und vier Tanzflächen der größte Club in München. Bekanntheit erlangte der Club durch internationale Bookings im EDM-Bereich. Hinter dem neuraum steht die Craft Veranstaltungs AG mit Sitz in München.
Der Club beteiligte sich an der Aktion „United We Stream“ der Berliner Clubszene, die durch die Maßnahmen gegen COVID-19 massive Einbußen hinnehmen mussten.

## Veranstaltungsort
Der neuraum befindet sich unter dem Zentralen Omnibusbahnhof München an der Hackerbrücke.
Der Club liegt 10 Meter unter der Erde und bietet auf einer Gesamtfläche von ca. 1200 m² Platz für bis zu 2400 Personen. Verantwortlich für das futuristische Design sind die Architekten Martin Cotter und Daniel Hildmann. Der „Main Floor“ bietet Platz für bis zu 1200 Personen und ist mit moderner Technik, von LED-Wand über Videoprojektoren bis hin zur Laseranlage ausgestattet. Musikalisch liegt der Schwerpunkt hier auf den elektronischen Musikrichtungen. Die zweite Area, die „Galerie“, bietet Platz für bis zu 800 Personen und setzt ihren musikalischen Schwerpunkt auf Black & R’n’B. Hinzu kommt der dritte Raum, der „Salon“ mit einer Größe von 200 m², der mit Hardstyle auf härtere elektronische Musik setzt. Im vierten und kleinsten Raum, der „Keksdose“, wird Schlager und Neue Deutsche Welle gespielt.

## Programm und Events
Hauptsächlich werden DJs, die in der DJ Mag Top 100 vertreten sind und dem Bereich EDM zugeordnet werden können, gebucht, wie z. B. The Chainsmokers, Steve Aoki, Don Diablo, Oliver Heldens oder W&W. Außerdem bietet der neuraum regelmäßig weitere Veranstaltungen im Bereich Trance, Trap und Hardstyle an mit Künstlern wie Paul van Dyk, Yellow Claw oder Brennan Heart. Aber auch eine Mashup Reihe mit Künstlern wie Mashup-Germany oder DJs from Mars gehört zum musikalischen Programm. Darüber hinaus wird der neuraum auch als Eventlocation für Firmenveranstaltungen genutzt. 

## Besonderheiten
Jeden Sonntag hält die Freikirche International Christian Fellowship ihren Gottesdienst im Club Neuraum ab.
Durch seine Nähe zur Theresienwiese und zum Hauptbahnhof ist der Club eine Anlaufstation für Gäste des Oktoberfestes. Der Club hat während dieser Zeit 16 Tage jeden Abend geöffnet.